# Izowapora
Izowapora – izolinia łącząca punkty na mapie klimatycznej o takich samych wartościach prężności pary wodnej.